# Campeonato Mundial de Biatlón de 2021
El LV Campeonato Mundial de Biatlón se celebró en Pokljuka (Eslovenia) entre el 9 y el 21 de febrero de 2021 bajo la organización de la Unión Internacional de Biatlón (IBU) y la Federación Eslovena de Biatlón.
El campeonato fue originalmente otorgado a la ciudad rusa de Tiumén, pero la IBU canceló posteriormente la candidatura debido a los casos de dopaje en el deporte ruso.

## Resultados

### Masculino
| Evento                        | Oro                                                                                                  | Plata                                                                                        | Bronce                                                                                |
| ----------------------------- | --- | -------------------------------------------------------------------------------------------- | ------------------------------------------------------------------------------------- |
| 10 km velocidad (12.02)       | Martin Ponsiluoma · Suecia · 24:41,1                                                                 | Simon Desthieux Francia 24:52,3                                                              | Émilien Jacquelin Francia 24:54,0                                                     |
| 20 km individual (17.02)      | Sturla Lægreid · Noruega · 49:27,6                                                                   | Arnd Peiffer · Alemania · 49:44,5                                                            | Johannes Dale · Noruega · 50:08,5                                                     |
| 12,5 km persecución (14.02)   | Émilien Jacquelin Francia 31:22,1                                                                    | Sebastian Samuelsson · Suecia · 31:29,4                                                      | Johannes Thingnes Bø · Noruega · 31:30,2                                              |
| 15 km salida en grupo (21.02) | Sturla Lægreid · Noruega · 36:27,2                                                                   | Johannes Dale · Noruega · 36:37,4                                                            | Quentin Fillon Maillet Francia 36:40,0                                                |
| Relevos 4 × 7,5 km (20.02)    | Noruega · Sturla Lægreid · Tarjei Bø · Johannes Thingnes Bø · Vetle Sjåstad Christiansen · 1:12:27,4 | Suecia · Peppe Femling · Jesper Nelin · Martin Ponsiluoma · Sebastian Samuelsson · 1:13:00,5 | RBU · Said Jalili · Matvei Yeliseyev · Alexandr Loguinov · Eduard Latypov · 1:13:18,3 |

### Femenino
| Evento                          | Oro                                                                                        | Plata                                                                                     | Bronce                                                                                         |
| ------------------------------- | ------------------------------------------------------------------------------------------ | ----------------------------------------------------------------------------------------- | ---------------------------------------------------------------------------------------------- |
| 7,5 km velocidad (13.02)        | Tiril Eckhoff · Noruega · 21:18,7                                                          | Anaïs Chevalier-Bouchet Francia 21:30,7                                                   | Hanna Sola · Bielorrusia · 21:33,1                                                             |
| 15 km individual (16.02)        | Markéta Davidová · República Checa · 42:27,7                                               | Hanna Öberg · Suecia · 42:55,6                                                            | Ingrid Tandrevold · Noruega · 43:31,7                                                          |
| 10 km persecución (14.02)       | Tiril Eckhoff · Noruega · 30:38,1                                                          | Lisa Hauser · Austria · 30:55,4                                                           | Anaïs Chevalier-Bouchet Francia 31:11,1                                                        |
| 12,5 km salida en grupo (21.02) | Lisa Hauser · Austria · 36:05,7                                                            | Ingrid Tandrevold · Noruega · 36:27,4                                                     | Tiril Eckhoff · Noruega · 36:28,7                                                              |
| Relevos 4 × 6 km (20.02)        | Noruega · Ingrid Tandrevold · Tiril Eckhoff · Ida Lien · Marte Olsbu Røiseland · 1:10:39,0 | Alemania · Vanessa Hinz · Janina Hettich · Denise Herrmann · Franziska Preuß · 1:10:47,28 | Ucrania · Anastasiya Merkushyna · Yuliya Dzhyma · Daria Blashko · Olena Pidhrushna · 1:10:48,2 |

### Mixto
| Evento                     | Oro                                                                                                 | Plata                                                                       | Bronce                                                                                     |
| -------------------------- | --------------------------------------------------------------------------------------------------- | --------------------------------------------------------------------------- | ------------------------------------------------------------------------------------------ |
| Relevos 4 × 7,5 km (10.02) | Noruega · Sturla Lægreid · Johannes Thingnes Bø · Tiril Eckhoff · Marte Olsbu Røiseland · 1:20:19,3 | Austria · David Komatz · Simon Eder · Dunja Zdouc · Lisa Hauser · 1:20:46,3 | Suecia · Sebastian Samuelsson · Martin Ponsiluoma · Linn Persson · Hanna Öberg · 1:20:49,9 |
| Relevo individual (18.02)  | Francia Antonin Guigonnat Julia Simon 36:42,4                                                       | Noruega · Johannes Thingnes Bø · Tiril Eckhoff · 36:45,2                    | Suecia · Sebastian Samuelsson · Hanna Öberg · 37:05,0                                      |

## Medallero
| Núm. | País            | Oro | Plata | Bronce | Total |
| ---- | --------------- | --- | ----- | ------ | ----- |
| 1    | Noruega         | 7   | 3     | 4      | 14    |
| 2    | Francia         | 2   | 2     | 3      | 7     |
| 3    | Suecia          | 1   | 3     | 2      | 6     |
| 4    | Austria         | 1   | 2     | 0      | 3     |
| 5    | República Checa | 1   | 0     | 0      | 1     |
| 6    | Alemania        | 0   | 2     | 0      | 2     |
| 7    | Bielorrusia     | 0   | 0     | 1      | 1     |
| 7    | RBU             | 0   | 0     | 1      | 1     |
| 7    | Ucrania         | 0   | 0     | 1      | 1     |
|      | TOTAL           | 12  | 12    | 12     | 36    |